# The Boss Baby: Family Business
The Boss Baby: Family Business (titulada Un jefe en pañales 2: negocios de familia en Hispanoamérica y El bebé jefazo: Negocios de familia en España) es una película estadounidense de comedia animada por ordenador 3D, basada en el libro ilustrado del mismo nombre de Marla Frazee, producida por DreamWorks Animation y distribuida por Universal Pictures. La película, secuela de la película de 2017 The Boss Baby, es dirigida por Tom McGrath y tiene de nuevo como protagonista la voz de Alec Baldwin.
La película fue estrenada en Estados Unidos el 2 de julio de 2021 en Real 3D, IMAX y Dolby Cinema por Universal Pictures.

## Argumento
Ambientada 30 años después de los acontecimientos de la primera película, Tim Templeton ya ha crecido por completo y vive con su esposa Carol y sus dos hijas, Tabitha de 7 años y la bebé Tina. El hermano menor de Tim, Ted Jr., es ahora un exitoso CEO y nunca está presente, sino que envía generosos obsequios a Tim y su familia. Tabitha muestra un comportamiento más adulto, y una noche, mientras Tim, desanimado, se pregunta en quién se está convirtiendo su hija, oye algo en la habitación de Tina. Descubre que Tina trabaja en Baby Corp, como Ted, y que ha sido asignada para llevar a Ted allí para una misión especial. Tim se niega a llamar, diciendo que nunca vendrá y anima a Tina a que se vuelva a dormir. Sin embargo, Tina deja un mensaje de voz falso para Ted, atrayéndolo a la casa de Templeton.
A la mañana siguiente llega Ted y Tim intenta explicarle que Tina es un Boss Baby y Ted simplemente no recuerda que él también lo era. Tina se revela a sí misma como Boss Baby para Ted y les da a ambos chupetes mágicos para que visiten BabyCorp. Tina les presenta a los hermanos una nueva fórmula que les permitirá volver a ser niños durante 48 horas para ir de incógnito a la escuela de Tabitha y descubrir lo que el Dr. Erwin Armstrong, fundador y director de la escuela, está planeando a espaldas de los padres.
En la escuela, Tim, ahora como su yo de 7 años, sigue a Tabitha a su clase mientras el bebé Ted se coloca con otros bebés. Ted reúne a los bebés para que lo ayuden a salir de la sala de juegos para que pueda ir a la oficina de Armstrong a investigar. Tim también intenta que lo envíen a la oficina del director al interrumpir la clase, pero en su lugar lo ponen en "The Box" para el tiempo de espera. Ted descubre que Armstrong es en realidad un bebé, que se escapó de casa después de darse cuenta de que era más inteligente que sus padres y ahora gana dinero creando aplicaciones populares para teléfonos. Su plan final es deshacerse de todos los padres el día B, para que ya no puedan decirles a sus hijos qué hacer. Después de no poder ponerse en contacto con BabyCorp y ver que los hermanos una vez más se están separando, Tina hace una demostración de renunciar y dice que completarán la misión ellos mismos.
En la noche del desfile navideño, donde se supone que Tabitha cantará un solo, los hermanos y Tina planean denunciar a Armstrong como un fraude. Sin embargo, se enteran de que el Día B está programado para esa noche a través de la nueva aplicación de Armstrong, QT-Snap, que hipnotizará a los padres y los convertirá en zombis sin sentido. Tanto Tim como Ted son atrapados por los bebés ninja de Armstrong y los colocan en The Box, que poco a poco comienza a llenarse de agua. Tabitha canta su solo, pero cuando ve que Tim no se ha presentado como prometió, sale corriendo del escenario llorando. La consuela Tina, quien revela su identidad y su misión. Tabitha acepta ayudar a su hermana menor llegando al servidor y cerrando QT-Snap antes de que pueda salir a todo el mundo. Ted puede llamar a Precious, el poni mascota de Tabitha, a la escuela, mientras los saca de La Caja.
Tim y Ted llegan primero al servidor, pero Armstrong los detiene, quien llama a los padres zombis para pedir ayuda. Mientras los hermanos los detienen cuando la fórmula comienza a desaparecer, Tina y Tabitha se acercan al servidor. Tabitha puede piratear y abrir la pantalla de apagado, pero Armstrong destruye el teclado. Las hermanas luego detonaron un volcán de dulces usando Mentos y refrescos, destruyendo los servidores y haciendo que todos los padres volvieran a la normalidad. Luego, Tina revela que nunca abandonó BabyCorp y que reunir a Tim y Ted era su verdadera misión. Toda la familia Templeton se reúne para celebrar la Navidad, mientras Armstrong regresa con su propia familia.

## Reparto
- Alec Baldwin como Theodore Templeton, el hermano de Tim, el tío de Tina y Tabitha, y el hijo de Ted y Janice que trabajaba en Baby Corp como Boss Baby.
- James Marsden como Timothy "Tim" Templeton, el hermano mayor de Theodore Templeton, el marido de Carol, el padre de Tina y Tabitha y el hijo de Ted y Janice.
- Amy Sedaris como Tina Templeton / Boss Baby, la nueva hija de Tim y Carol, la hermana menor de Tabitha, la sobrina de Theodore y la nieta de Ted y Janice.
- Ariana Greenblatt como Tabitha Templeton, la hija de 7 años de Tim y Carol, la hermana mayor de Tina, la sobrina de Theodore y la nieta de Ted y Janice.
- Jeff Goldblum como el Dr. Armstrong, el misterioso fundador de la escuela de Tabitha.
- Eva Longoria como Carol Templeton, la esposa de Tim y madre de Tina y Tabitha.
- Jimmy Kimmel como Ted Templeton, el marido de Janice, el padre de Theodore y Tim, el abuelo de Tina y Tabitha.
- Lisa Kudrow como Janice Templeton, la esposa de Ted, la madre de Theodore y Tim, la abuela de Tina y Tabitha.

## Producción

### Desarrollo
El 25 de mayo de 2017, Universal Pictures y DreamWorks Animation anunciaron que la secuela se estrenaría el 26 de marzo de 2021, con Alec Baldwin repitiendo su papel. El 17 de mayo de 2019, se anunció que Tom McGrath regresará como director y Jeff Hermann, cuyos trabajos incluyen a Bilby, Bird Karma y Marooned, producirá la secuela.

### Animación
La producción se realizó a distancia debido a la pandemia de enfermedad por coronavirus.

## Lanzamiento
The Boss Baby 2 estaba programada para ser estrenada por Universal Pictures el 2 de julio de 2021 en los Estados Unidos, el 22 de julio en Argentina, México y Costa Rica, el 6 de agosto de 2021 en España, 12 de agosto de 2021 en Perú, y 26 de diciembre de 2024 en Colombia y Brasil.